# Traktat berliński (1742)
Pokój berliński – traktat podpisany 28 lipca 1742 roku pomiędzy Austrią Marii Teresy i Prusami Fryderyka Wielkiego, kończący, razem z pokojem wrocławskim I wojnę śląską.
W ramach traktatu pruski król Fryderyk II Wielki uzyskał od Austrii większość Śląska, z wyjątkiem okolic Opawy, Cieszyna i Karniowa, oraz hrabstwo kłodzkie.